# Seaán an Tearmainn Bourke
Seaán an Tearmainn Bourke  (mort ?) est le 13e seigneur de Mayo de 1527 à  ?

## Origine
Seaán an Tearmainn Bourke, est le fils de Ricard III Bourke

## Biographie
Selon les Annales d'Ulster, Seaán an Tearmainn ou John Bourke du Termon (en) est élu Mac William Íochtar après la mort de Edmund IV Bourke en 1527. On ignore l'année et les circonstances de sa disparition mais en 1537 après la mort de son successeur Theobald mac Uilleag Bourke c'est David Bourke le fils de son prédécesseur Edmund IV qui est reconnu Mac William Íochtar

## Unions et postérité
Seaán an Tearmainn a deux fils : 
- Ricard mac Seaán an Tearmainn Bourke ;
- David Bourke ancêtre de John Bourke (mort en 1790) 9e Vicomte en 1781 puis 1er  Comte de Mayo en 1785.

## Sources
- (en) T.W Moody, F.X. Martin, F.J. Byrne A New History of Ireland , Volume IX Maps, Genealogies, Lists. A companion to Irish History part II . Oxford University Press réédition 2011  (ISBN 9780199593064).
- (en)  Martin J. Black Journal of the Galway Archeological and Historical Society Vol VII n°1 « Notes on the Persons Named in the Obituary Book of the Franciscan Abbey at Galway » 1-28.